# Jean-Paul Limperani
Jean Paul Limperani d'Orezza (Giovanni Paolo Limperani di Orezza), était un historien corse, natif d’Orezza en Castagniccia (Corse), né en 1694, mort en 1779. Professeur de médecine à Rome, il s’occupa d’écrire une histoire générale de la Corse en deux tomes, qu’il pensait nécessaire car il estimait que l’île manquait d’historiens.

## Biographie
Voici ce que nous en dit Camille Friess, régent du collège de Calvi, puis archiviste du département de la Corse de 1848 à 1869, membre de l’Institut Historique, dans le journal de l’Institut de l’année 1835 (p. 160) : « Le docteur Jean-Paul Limperani d'Orezza, qui écrivait son histoire générale de la Corse, vers la fin du dix-huitième siècle, était natif d'Orezza, village aujourd'hui célèbre par ses eaux minérales. Envoyé, jeune encore, en Italie, pour y faire ses études médicales, il se livra avec ardeur à l'étude de l'histoire. Après avoir examiné savamment celle des différents peuples, il jeta les yeux sur sa patrie, et la voyant dépourvue d'historiens, il voulut la doter magnifiquement en écrivant son histoire générale. »

## Publicationss
- Istoria della corsica da’ tirreni suoi primi abitatori fin al secolo XVIII. Tomo I (1779)
- Istoria della corsica da' tirreni suoi primi abitatori fin al segolo decimottavo. Tomo II (1780)